# Lenkbuhne
Lenkbuhnen sind eine besonders niedrige Bauform der Flussbuhnen, die bereits bei Niedrigwasserabfluss überströmt werden. Sie induzieren großräumige Sekundärströmungen, die mit der Hauptströmung interagieren und so die Geschwindigkeitsverteilung und den Geschiebetransport beeinflussen. Lenkbuhnen sind damit dem Instream River Training (IRT) zuzuordnen.

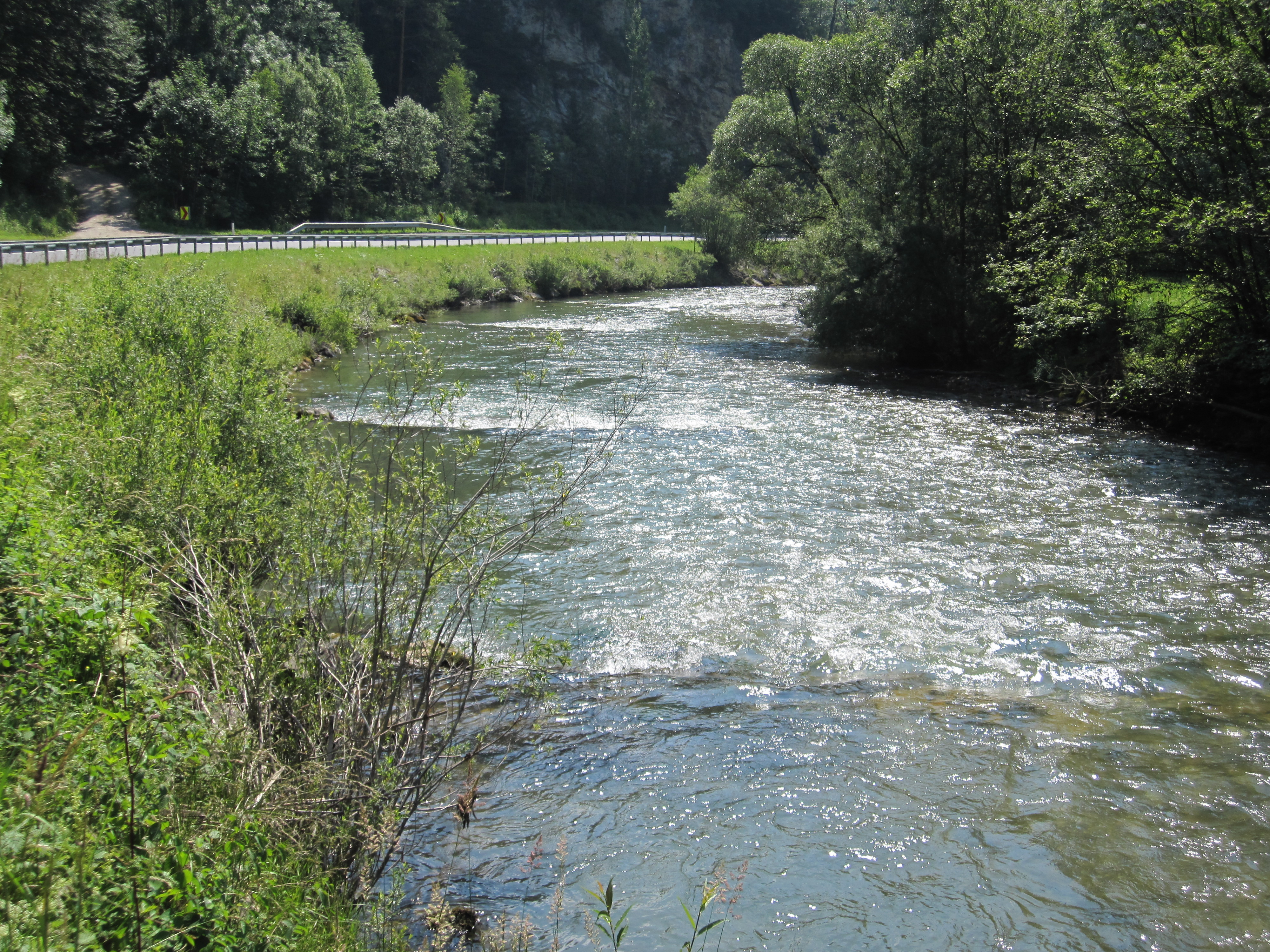
Einseitige Lenkbuhnengruppe zum Schutz eines Prallufers der Mürz, Steiermark

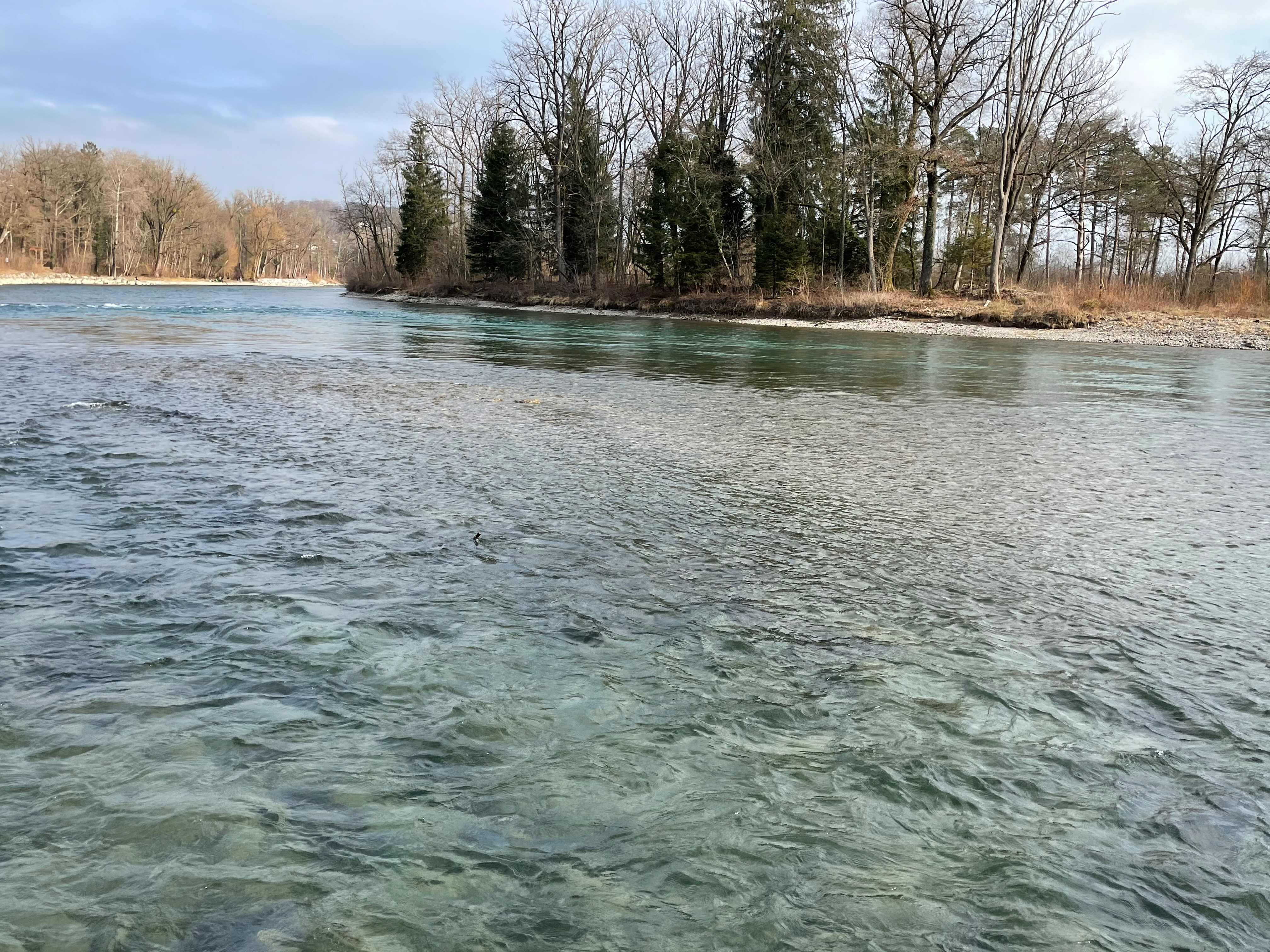
Durch Lenkbuhnen bewirkte Verlagerung des Stromstrichs und des Talwegs an das Innenufer der Aare, Muri bei Bern, Kanton Bern

## Anwendungsgebiete
Lenkbuhnen werden in den Bereichen naturnaher Uferschutz, Strukturierung von Sohle und Ufern, Sohlenstabilisierung und Geschieberegulierung eingesetzt.
Schwerpunkt des Uferschutzes bildet die Sicherung von Prallufern, wo Lenkbuhnen eingebaut werden, um den Stromstrich und den Talweg in Richtung Innenufer zu verlagern und damit das Prallufer zu entlasten. Üblicherweise werden die Lenkbuhnen dazu in Gruppen angeordnet.
Zur Strukturierung weitgehend geradliniger Gewässerabschnitte werden vor allem beidseitig angeordnete Lenkbuhnen verwendet. Diese „Strömungstrichter“ bewirken eine Vergrößerung der Strömungsdiversität mit daraus resultierender Tiefenvarianz und Substratsortierung, wodurch insbesondere die Lebensbedingungen für die Fischfauna verbessert werden. Darüber hinaus kann mit ihnen, je nach Anordnung und Geometrie, auch der Uferschutz verbessert werden.
Zur Regulierung des Geschiebetransports wurden Lenkbuhnen bisher vor allem stromabwärts von Laufwasserkraftwerken eingebaut. Die hier häufig auftretenden Auflandungen führen zu einer Anhebung des Unterwasserstands und damit zu einer Verringerung der energetisch nutzbaren Fallhöhe. Aus diesem Grund werden sie vielfach durch kostenintensive Baggerungen entfernt, die einen großen Eingriff in das Gewässer darstellen und den Geschiebehaushalt stören. Wie Untersuchungen an sechs Kraftwerken in der Mürz/Steiermark zeigten, kann der Unterwasserstand durch den Einbau von Lenkbuhnen und die damit einhergehenden lokalen Sohleintiefungen signifikant gesenkt werden. Räumungen und die mit ihnen verbundenen negativen Auswirkungen können somit nachhaltig vermieden werden.

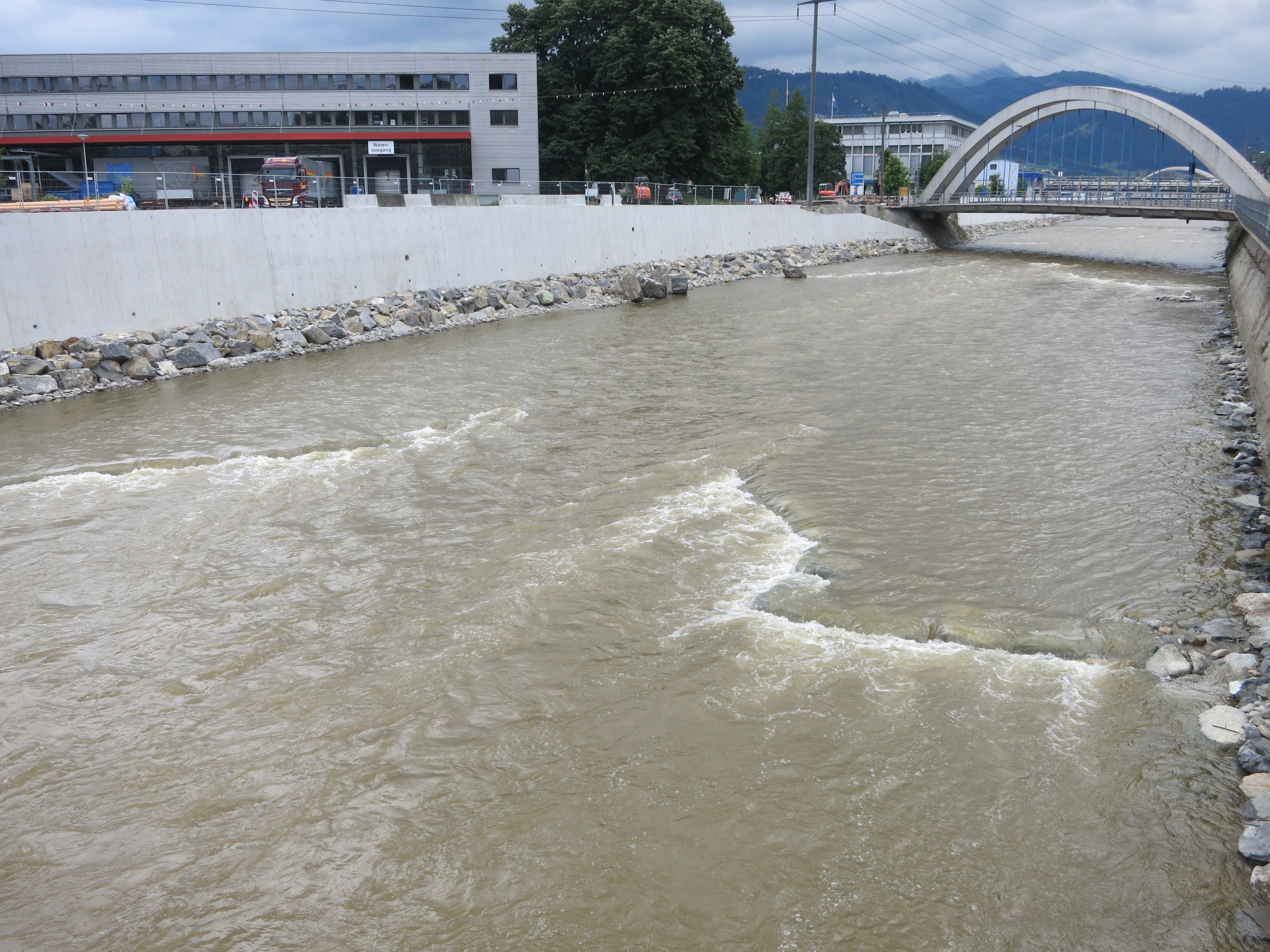
Inklinanter Strömungstrichter aus Lenkbuhnen zur Induzierung eines Niedrigwassergerinnes und weiteren Sohlenstrukturierung in der Kleinen Emme, Kanton Luzern